# Ospedale Misericordia di Grosseto
L'ospedale Misericordia di Grosseto è una struttura ospedaliera della città di Grosseto, capoluogo dell'omonima provincia in Toscana.
Il presidio ospedaliero si trova alla periferia nord-orientale di Grosseto, nel quartiere Sugherella, lungo via Senese.

## Storia
Una prima struttura ospedaliera sorse a Grosseto già nel corso del XIII secolo, gestita dai francescani, con lo scopo di prestare assistenza sia ai pellegrini che agli indigenti. L'originaria struttura assistenziale sorgeva tra il lato orientale di piazza San Francesco e l'inizio di strada Ginori. Nel corso dei secoli successivi, il suddetto ospedale ebbe sempre la propria sede presso quell'edificio del centro storico, pur cambiando gestori e denominazioni nel corso del tempo. Ristrutturata e ampliata durante il XVIII secolo, assunse anche l'attuale denominazione.
L'esponenziale crescita demografica fatta registrare dalla città nella prima metà del XX secolo aveva portato il comune di Grosseto ad avvertire la necessità di trasferire l'ospedale in una nuova e funzionale sede al di fuori del centro storico, in una zona di espansione urbana individuata a nord-est oltre il canale diversivo, lungo l'allora via Rosellana che conduceva alla strada per Siena. Negli anni cinquanta si costituì il "Consorzio per la costruzione del nuovo ospedale", al quale aderirono le amministrazioni comunale, provinciale e ospedaliera, raccogliendo ingenti fondi per l'avvio dei lavori. Nel 1959 il consorzio poteva contare di un finanziamento di 1 100 000 000 lire, grazie anche al contributo del Monte dei Paschi e ad una significativa donazione di 400 milioni di lire da parte dell'industriale Ferdinando Innocenti, molto legato alla città. Il 22 maggio di quell'anno, il presidente del consorzio Ardito Bocelli incaricò gli ingegneri Mario Luzzetti e Umberto Tombari di redigere il progetto del nuovo ospedale, che fu presentato e approvato l'anno successivo. La prima pietra fu posta il 17 novembre 1964, alla presenza del ministro della sanità Luigi Mariotti, del sindaco Renato Pollini, del presidente della provincia Mario Ferri, del vescovo Primo Gasbarri e del presidente del consorzio Gino Marri. La costruzione fu terminata dieci anni dopo, nel 1974.
I primi ampliamenti della struttura si ebbero dalla metà degli anni novanta e nel corso degli anni duemila, quando nuovi edifici furono costruiti sul lato posteriore addossati alla struttura. Tra il 2013 e il 2018, su progetto di Fabrizio Rossi Prodi, è stato edificato un secondo plesso, inaugurato il 13 aprile 2019 lungo via della Serenissima, collegato all'edificio principale da un corridoio sopraelevato; contestualmente è stato inoltre realizzato il nuovo eliporto dell'elisoccorso Pegaso.
Durante la pandemia di COVID-19 in Italia, dal 24 marzo 2020 la struttura è stata adibita a centro di riferimento per la gestione dei contagi dell'area sud-est della Toscana, insieme all'ospedale San Donato di Arezzo.

## Caratteristiche
L'ospedale, oltre ad essere la struttura sanitaria di riferimento del capoluogo maremmano nell'ambito dell'Azienda USL Toscana Sud Est, raccoglie un ampio bacino di utenza dall'intera provincia ma anche da altre zone della Toscana meridionale e del Lazio settentrionale. All'esterno della struttura è presente una pista di atterraggio per il servizio di elisoccorso.
In totale, la struttura ospedaliera conta 445 posti letto totali, con 139 servizi igienici riservati ai degenti, dei quali 84 accessibili anche ai diversamente abili. Delle 167 camere di degenza, ben 111 contano non più di 2 posti letto. Tra le prestazioni offerte, sono da segnalare i day hospital medico-chirurgici, le visite ambulatoriali, la tomografia assiale computerizzata (TAC), la risonanza magnetica nucleare e la radiologia. Da segnalare anche la presenza della camera iperbarica che fa del nosocomio grossetano il punto di riferimento per l'intera costa della Toscana centro-meridionale e per parte dell'Arcipelago.
Oltre al pronto soccorso, l'ospedale comprende numerosi reparti e, tra le specialità del "Misericordia", è da mettere certamente al primo posto la chirurgia robotica che richiama pazienti da tutta Italia grazie all'elevatissimo livello di specializzazione raggiunto negli ultimi anni. Qui si trova la Scuola internazionale di chirurgia robotica fondata nel 2004 da Pier Cristoforo Giulianotti, una delle più avanzate scuole di formazione d'Europa. Il 20 luglio 2007 presso l'unità operativa di urologia è stata realizzata la prima prostatectomia radicale robotica avvenuta in Toscana.
Nella sala d'attesa dell'ingresso principale dell'ospedale si trova l'opera sculturea Dolore umano dell'artista Giuliano Vangi.

## Reparti
L'ospedale ospita al suo interno 25 reparti:
- Anatomia patologica
- Anestesia e rianimazione
- Cardiologia-UTIC
- Chirurgia generale e d'urgenza
- Chirurgia vascolare
- Dermatologia
- Diabetologia
- Endocrinologia
- Gastroenterologia ed endoscopia digestiva
- Immunoematologia e medicina trasfusionale
- Malattie infettive
- Medicina interna
- Medicina nucleare
- Nefrologia e dialisi
- Neurologia
- Oculistica
- Oncologia medica
- Ortopedia e traumatologia
- Ostetricia e ginecologia
- Otorinolaringoiatria
- Pediatria e neonatologia
- Pneumologia
- Radiologia
- Radioterapia
- Urologia.